# Garage kit
Un garage kit (ガレージキット) o resin kit è un kit assemblabile di un modello in scala fatto comunemente in resina di Poliuretano.
Spesso sono modellini che ritraggono umani o altre creature viventi. In Giappone, spesso raffigurano personaggi anime e negli Stati Uniti sono comuni rappresentazioni di mostri cinematografici. Tuttavia, vengono prodotti kit che toccano una vasta gamma di argomenti, dai personaggi dell'orrore, della fantascienza, dei film fantasy, della televisione e dei fumetti ai nudi e alle pin-up, dai dinosauri alle opere d'arte originali, nonché kit che vanno aggiunti a modelli esistenti o a pistole airsoft.
Originariamente i garage kit erano prodotti da dilettanti e il termine ha avuto origine dal fatto che gli hobbisti dedicati usavano i loro garage come officine per fabbricarli o assemblarli, in quanto incapaci di trovare sul mercato i modellini di soggetti che desideravano. Con l'espansione del mercato, le aziende professionali iniziarono a produrre kit simili. Per questo, a volte viene fatta una distinzione tra veri kit da "garage", realizzati da amatori, e kit "da resina", distribuiti da aziende.
A causa del processo di colata ad alta intensità di manodopera, i garage kit sono generalmente prodotti in numero limitato e sono più costosi dei kit in plastica  stampati ad iniezione. Le parti vengono incollate insieme usando cianoacrilato (Super Glue) o un epossidico cemento e la figura completata viene dipinta. Alcune figure vengono vendute completate, ma più comunemente vengono vendute in parti che l'acquirente può assemblare e rifinire.
La legalità dei garage kit amatoriali può essere discutibile in quanto non sempre sono adeguatamente autorizzati dai detentori del copyright dei soggetti che rappresentano e talvolta copie rifuse sono vendute senza autorizzazione.